# Paul Young (Sad Café)
Cet article concerne l'ancien chanteur de Sad Café et Mike + The Mechanics. Pour l'autre chanteur britannique de même nom, voir Paul Young. Pour les autres personnes de même nom, voir Paul Young (homonymie).
Paul Young, né le 17 juin 1947 dans le Grand Manchester et mort le 15 juillet 2000, est un chanteur et percussionniste britannique.

## Biographie
Paul Young est né à Benchill (en), Wythenshawe, Manchester, en Angleterre. 
Il accède à la notoriété en tant que chanteur du groupe Sad Café (en), et connaît d'autres succès en chantant avec Paul Carrack avec Mike + The Mechanics. Sa voix puissante et couvrant plusieurs octaves est mise à profit dans les chansons plus fortes, tandis que celle de Carrack prédomine dans les ballades et les pièces plus orientées pop. Young est le chanteur soliste dans les singles All I need is a miracle et Word of mouth. Il est affectueusement surnommé « Youngy » par ses collègues Carrack et Mike Rutherford.
Il meurt d'une attaque cardiaque le 15 juillet 2000 à sa maison de Hale Road à Altrincham. Il est incinéré le 22 juillet 2000. Quelques mois plus tard, sa veuve Pat, ses trois enfants ainsi que ses petits-enfants sont rejoints sur scène par les anciens membres de Sad Café ainsi que Mike Rutherford et Paul Carrack de Mike and the Mechanics. Sont également présents Peter Hook, le bassiste de New Order, l'ancien champion de snooker Alex Higgins et son ex-manager Derek Brandwood.

## Discographie

### The Measles

#### Singles
- 1965 : Casting My Spell/Bye Birdie Fly
- 1965 : Night People/Dog Rough Dan
- 1965 : Walkin' In/Looking For Love
- 1966 : Kicks/No Baby At All

### The Toggery
- 1967 : No! No! No!/Baby You Blow My Mind - Avec le guitariste Mick Abrahams qui jouerait éventuellement pour Jethro Tull.

### The Young Brothers

#### Single
- 1968 : I've Always Wanted Love/Mirror, Mirror

#### Album
- 1971 : This Is Young & Renshaw

### Sad Café
- 1977 : Fanx Ta Ra
- 1977 : Hungry Eyes
- 1978 : Misplaced Ideals
- 1979 : Misplaced Ideals - Version américaine réunissant les 2 premiers albums.
- 1979 : Façades
- 1980 : Sad Café
- 1981 : Live
- 1981 : Olé
- 1985 : Politics of Existing
- 1989 : Whatever it Takes

### Gyro

#### Single
- 1978 : Central Detention Centre/Purple And Red

### Mike + The Mechanics
- 1985 : Mike + The Mechanics
- 1988 : Living Years
- 1991 : Word of Mouth
- 1995 : Beggar on a Beach of Gold
- 1996 : Living Years - Réédition.
- 1999 : Mike & The Mechanics - Aussi connut sous le titre M6.

### Paul Young (solo)

#### Single
- 2011 :  Your Shoes

#### Album
- 2011 : Chronicles